# أندرو إنغليج كلارك
أندرو إنغليج كلارك (بالإنجليزية: Andrew inglis clark) هو رجل سياسة أسترالي ولد في 24 فبراير 1848 بهوبارت بتاسمانيا وتوفي في 14 نوفمبر 1907.
ظهر صورته على عملة 5 دولارات أسترالية أصدرت عام 2001.